# Muskatnussbaum

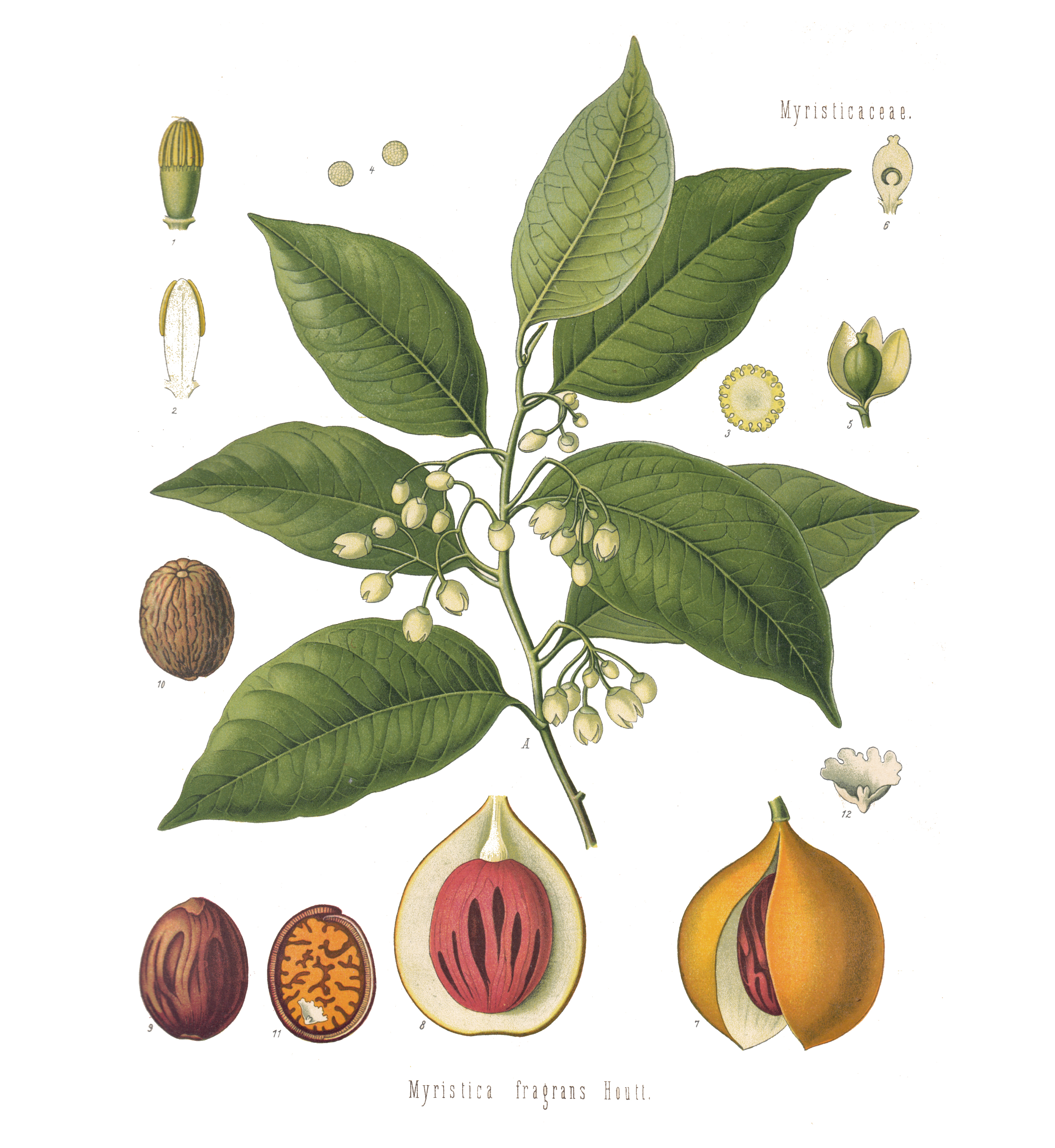
Illustration

Der Muskatnussbaum (bundesdeutsches Hochdeutsch: [mʊsˈkaːt]-, österreichisches Hochdeutsch: [ˈmʊskat]-; Myristica fragrans) ist eine Pflanzenart aus der Familie der Muskatnussgewächse (Myristicaceae). Sein Samen, die Muskatnuss, und dessen Samenmantel Macis werden als Gewürze (Muskat bzw. Macis) verwendet.
Das Wort Muskat (von mittelhochdeutsch muscāt) bzw. Muskatnuss ist eine Entlehnung aus altfranzösisch noix muscat, das seinerseits von mittellateinisch nux muscata stammt und so viel wie „nach Moschus duftende Nuss“ bedeutet.

## Verbreitung
Ursprünglich auf den Banda-Inseln und den nördlichen Molukken beheimatet, werden Muskatnussbäume heute auch in anderen Gebieten im tropischen Asien, in Südamerika und in Afrika kultiviert. Muskatnüsse sind das Hauptexportprodukt Grenadas.  Eine Muskatnuss ist Bestandteil der Flagge Grenadas.

## Beschreibung

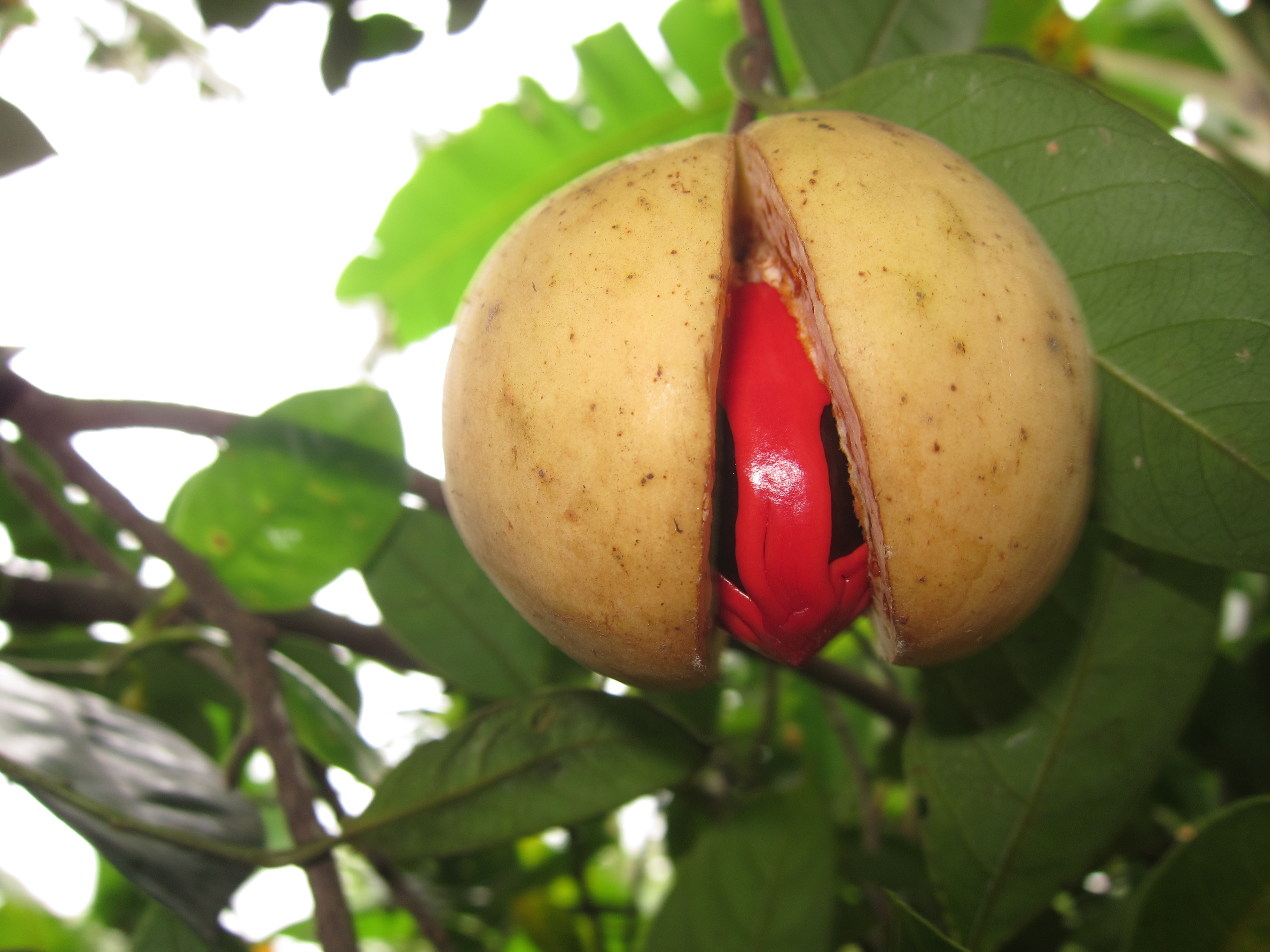
Aufgesprungene Frucht

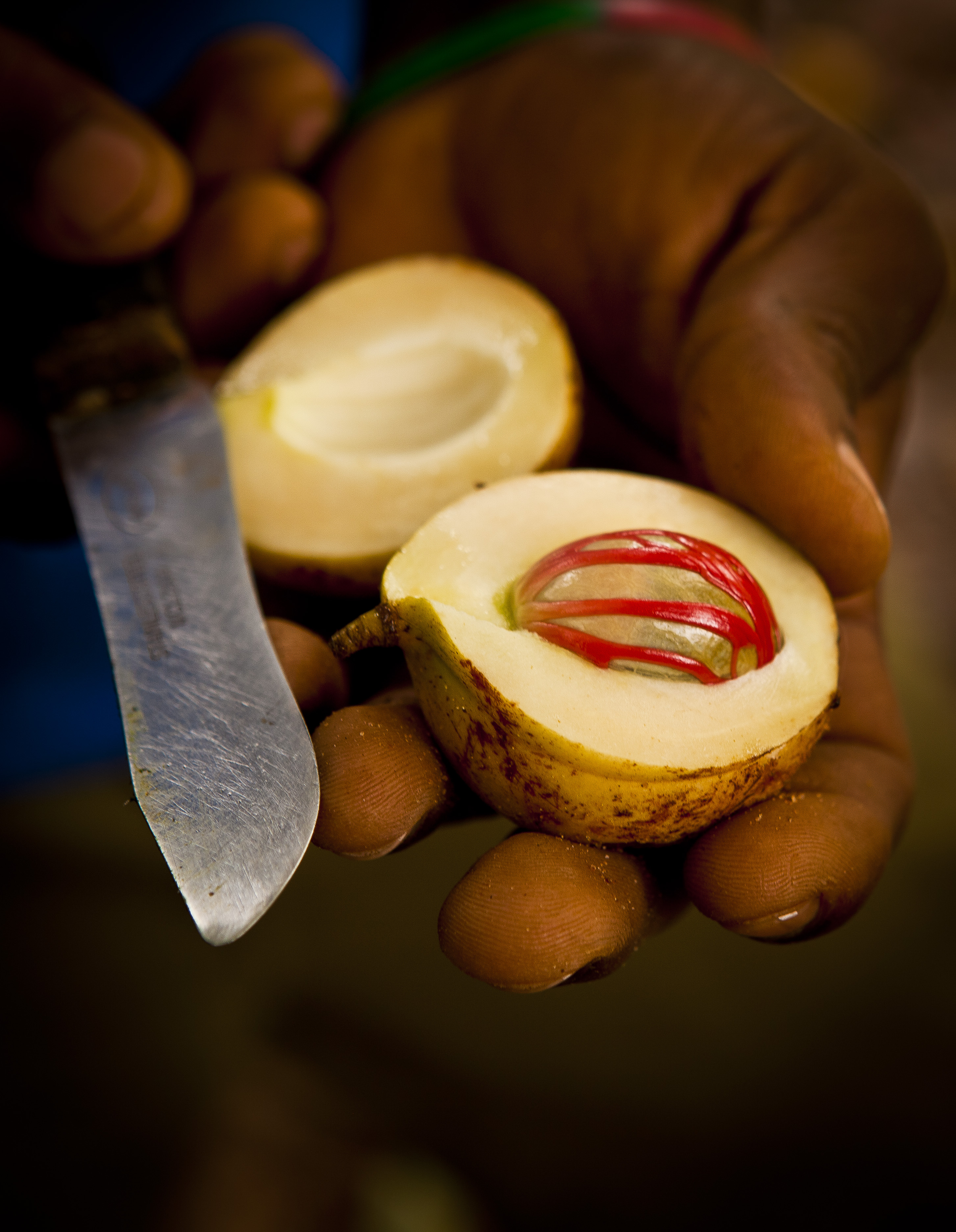
Aufgeschnittene frische Muskatfrucht

Bei Myristica fragrans handelt es sich um einen immergrünen Baum, der Wuchshöhen von 5 bis 18 Meter erreicht. Die Borke und die grünlichgraue bis olivfarbene Rinde älterer Zweige sind glatt, anfangs flaumig behaart.
Die wechselständigen Laubblätter sind einfach und 6 bis 12 Millimeter lang gestielt. Die leicht ledrige, elliptische Blattspreite weist eine Größe von 4 bis 8 Zentimetern auf, sie ist oberseits dunkelgrün und unterseits heller.
Myristica fragrans ist diözisch, d. h., es gibt männliche und weibliche Pflanzen. Vier bis acht oder mehr männliche Blüten befinden sich im 2,5 bis 5 Zentimeter großen, kurz gestielten Blütenstand. Die 10 bis 15 Millimeter lang gestielten männlichen Blüten besitzen drei bis vier blassgelbe, 5 bis 7 Millimeter lange Blütenhüllblätter und neun bis zwölf Staubblätter. Eine bis wenige weibliche Blüten befinden sich in einem Blütenstand. Die 8 bis 12 Millimeter lang gestielten weiblichen Blüten besitzen 6 mal 4 Millimeter große, blassgelbe Blütenhüllblätter und einen Stempel mit zwei fast sitzenden, kleinen Narben. Die Blütezeit reicht von März bis Juli.
Auf Plantagen werden hauptsächlich weibliche Bäume kultiviert.
An einem 10 bis 15 Millimeter langen Stiel befindet sich die bei Reife ockergelbe oder orangefarbene, birnenförmige bis fast kugelige, einsamige Balgfrucht, sie ist beerenartig, springt aber auf. Die Frucht weist eine Länge von 8 bis 10 Zentimetern und einen Durchmesser von 3,5 bis 5 Zentimetern auf. Die 3 Zentimeter großen, rundlichen Samen sind von einem rötlichen, fleischigen, ölhaltigen und zerschlitzten Samenmantel (Arillus) umgeben. Der Kern des Samens, wie auch der Samenmantel, wird sowohl als Gewürz wie auch als Droge verwendet. In der Umgangssprache bezeichnet man den Samen als Muskatnuss oder Muskat und den Samenmantel als Muskatblüte oder Macis.
Die kurzen, gekrausten Keimblätter (Kotyledonen) sind an ihrer Basis verwachsen.

## Vermehrung und Aufzucht
Die übliche Vermehrung erfolgt aus den Samen.
Die Nüsse sind nur 8 bis 10 Tage keimfähig und dürfen beim Schütteln nicht klappern. Sie werden nur so tief in die Erde gesetzt, dass ein Teil der Nuss noch sichtbar ist. Bis der Keim sichtbar ist, wird eine Plastikfolie über den Topf gestülpt  und dieser dunkel gestellt. Die Keimdauer beträgt etwa vier bis acht Wochen. Die Nuss bleibt sechs bis acht Monate am Keimling.
Die Pflanze wächst am besten bei Temperaturen zwischen 20 °C und 30 °C und sollte die ersten zwei bis drei Jahre schattig stehen. Der Baum beginnt zu tragen, wenn er acht Jahre alt ist, und erreicht den höchsten Ertrag mit etwa 15 Jahren.

## Gefährdung
Der Muskatnussbaum wird in der Roten Liste gefährdeter Arten der IUCN – allgemein Weltnaturschutzorganisation genannt – als eine Art ausgewiesen, die unzureichend Datenmaterial für eine Gefährdungskategorisierung aufweist („Data Deficient“).

## Geschichte
Im Alten Ägypten war die Muskatnuss sehr wahrscheinlich nicht bekannt, die bei Mumien aufgefundenen „Nüsse“ erwiesen sich als Palmfrüchte, auch wurde keine Muskatbutter zur Einbalsamierung verwendet. Umstritten ist, ob den Ärzten der Antike die Muskatnuss schon bekannt war. Theophrastus beschrieb ein Gewürz (Comacum), welches ähnliche Eigenschaften hat. Plinius beschrieb dieses im 1. Jahrhundert bereits als Nuss. Im 6. Jahrhundert war sie in Byzanz schon bekannt, auch in China wurden die Nüsse schon eingeführt. Um das Jahr 1000 beschrieb der persische Gelehrte Ibn Sina die „Nuss aus Banda“. Die „Früchte“ des Muskatnussbaumes gelangten vermutlich mit den Kreuzfahrern nach Europa. Die ersten gesicherten Überlieferungen in Europa stammen von Konstantin dem Afrikaner und dem byzantinischen Arzt Simon Seth, der im 10. Jahrhundert über die Muskatnuss schrieb, „dass sie dem Magen, der Leber und dem Herzen nütze“, aber auch bereits vor deren übermäßigem Verzehr warnte, „weil sie dann den Eingeweiden schade“.  Hildegard von Bingen (Physica, Kapitel 1–21, De Nuce Muscata) empfiehlt die Muskatnuss gegen Depressionen (Dämpfung der Bitterkeit von Herz und Sinn) und mit Zimt und Nelken zur Minderung aller schädlichen Stoffe.

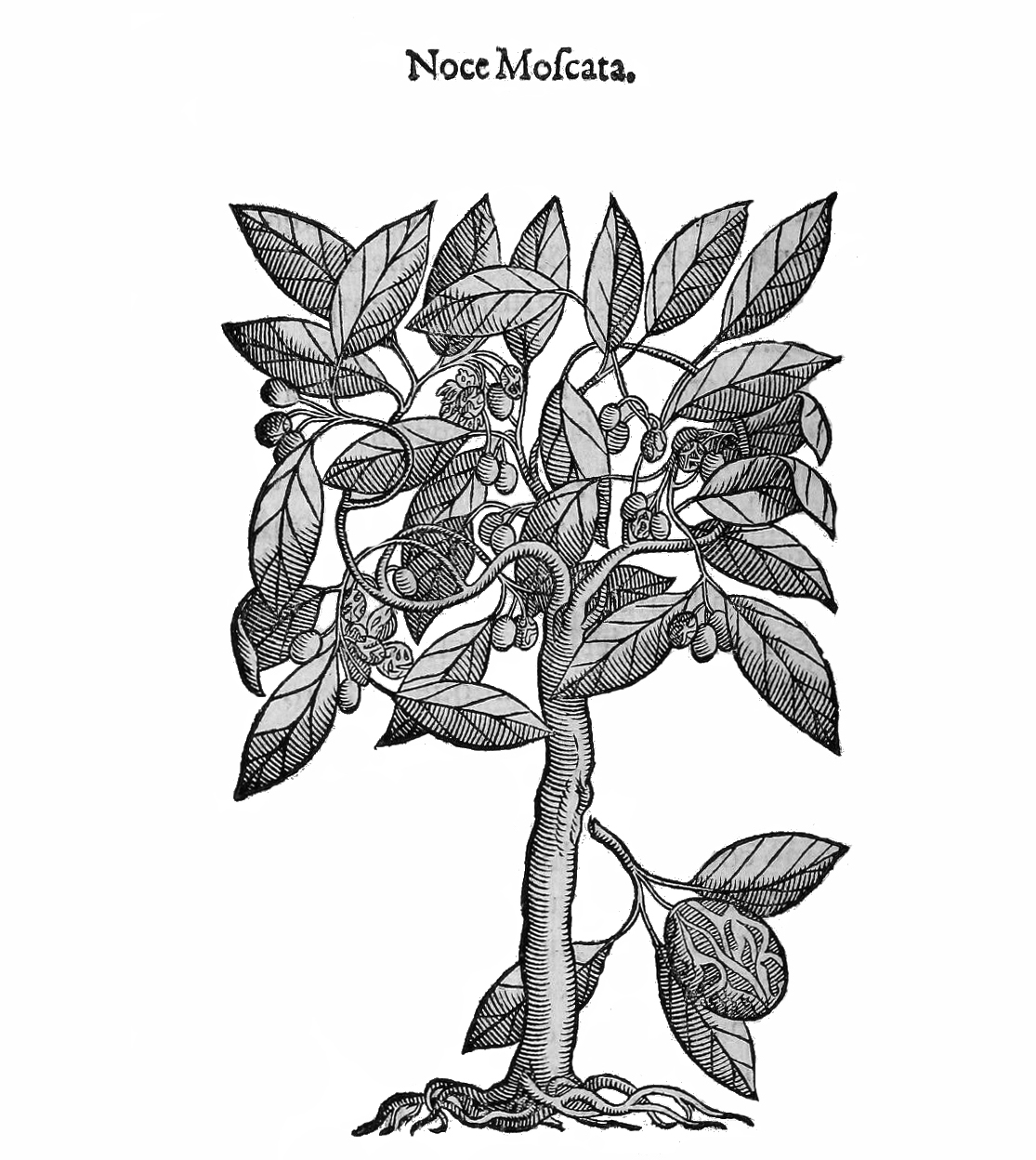
Muskatnussbaum bei Cristóbal Acosta 1578

Nachdem der portugiesische Seefahrer Afonso de Albuquerque den Weg zu den sogenannten Gewürzinseln gefunden hatte, begannen die Portugiesen ab 1512 damit, die Muskatnuss als Handelsware von den Banda-Inseln erstmals nach Europa einzuführen. Die Gewürzinseln waren zu der damaligen Zeit der einzige Ort auf der Welt, wo Muskatnüsse und Gewürznelken wuchsen. Der portugiesische Arzt Garcia da Orta veröffentlichte 1563 eine Schrift, in der neben circa 50 anderen Pflanzen auch Cannabis, Opium und die Muskatnuss beschrieben werden.
Die Muskatnuss entwickelte sich dann im 16. Jahrhundert zum Gold Ostindiens. Briten, Spanier, Portugiesen und Niederländer bekriegten sich wegen der Frucht des Muskatnussbaumes. Als der Muskatnuss in England während der zweiten Hälfte des 16. Jahrhunderts zugeschrieben wurde, die einzig wirksame Medizin gegen die Pest zu sein, waren die Preiserhöhungen nicht mehr aufzuhalten. Der Verkaufspreis in Europa war zeitweise mehr als 300-mal höher als der Einkaufspreis auf den Banda-Inseln.
Im Jahre 1621 kam der niederländische Generalgouverneur Jan Pieterszoon Coen mit 2000 Mann auf den Banda-Inseln an und begann sofort mit der Ausrottung der einheimischen Bevölkerung, d. h. der größte Teil der Inselbevölkerung wurde umgebracht, schätzungsweise 15.000 Menschen, und durch Sklavenarbeiter aus anderen Gebieten ersetzt. Das Ziel der Niederländer war ein Monopol im Muskatnusshandel. Zur Zeit der niederländischen Vormachtstellung wurden auf vielen anderen Inseln die Muskatnussbäume abgeholzt. Die Niederländische Ostindien-Kompanie (VOC) wollte damit ihre Monopolstellung im Handel sichern.
Die Engländer hatten sich bis 1620 auf der kleinen Insel Run im Westen der Banda-Inseln halten können. Nach jahrelanger Belagerung durch die Niederländer mussten sie die Insel verlassen, beanspruchten sie aber weiterhin. Im Frieden von Breda (1667) gaben sie ihre Ansprüche auf Run endgültig auf. Im Gegenzug bekamen sie die Kolonie Nieuw Nederland an der amerikanischen Ostküste zugesprochen, die sie faktisch schon beherrschten, seit sie 1664 Nieuw Amsterdam (das spätere New York) von den Niederländern erobert hatten.
Im Jahr 1735 verbrannten die Holländer 570 Tonnen Muskatnüsse, um den Preis in die Höhe zu treiben. Im Jahr 1753 gelang es Pierre Poivre, dem französischen Statthalter von Mauritius (damals Île de France), einige Muskatnussgewächse aus Niederländisch-Indien herauszuschmuggeln und damit einen Plantagenanbau auf Mauritius zu beginnen. Das holländische Monopol wurde Ende des 18. Jh. von den Engländern durch die Eroberung der Molukken gebrochen. Diese führten dann den Muskatnuss-Anbau in Singapur, Penang, Sumatra, Sri Lanka und den westindischen Inseln ein.

## Inhaltsstoffe
Der Gehalt an ätherischem Öl der Muskatnüsse liegt zwischen 5 und 13 Prozent. Wichtige Inhaltsstoffe der Samenhülle (Macis) sind 22 bis 35 Prozent fettes Öl, Harze, Lignane und der Farbstoff Lycopin. In Muskatnüssen sind neben etwa 40 Prozent Fett (mit dem Triglycerid der Myristinsäure als Hauptbestandteil) auch etwa 25 Prozent Stärke sowie Harze enthalten. Das Pflanzenfett wird wegen seiner butterartigen Konsistenz auch als Muskatbutter bezeichnet.

### Ätherisches Öl
Das ätherische Öl wird durch Dampfdestillation aus zerkleinerten Muskatnüssen isoliert. Es ist farblos bis leicht gelb und riecht und schmeckt nach Muskatnuss. Die Zusammensetzung schwankt je nach Herkunft, Verarbeitung und Lagerung der Nüsse; charakteristisch für das Aroma sind die Terpene α-Pinen, β-Pinen, Sabinen, Limonen, Borneol, Terpineol, Eugenol und Isoeugenol.
Eine weitere Gruppe von Inhaltsstoffen sind Phenylpropanoide wie Myristicin, Safrol und Elemicin. Diese Stoffe wirken als delirante Halluzinogene. Safrol wirkt zudem in Ratten krebserzeugend und mutagen. Myristicin kann zum psychoaktiven Stoff MMDA metabolisiert werden.

### Aflatoxin-Problematik
Besonders im tropischen Klima werden Muskatnüsse außer von Insekten auch sehr leicht von Schimmelpilzen befallen, von denen einige die stark karzinogenen Aflatoxine produzieren. Nüsse zweifelhafter Qualität (BWP – broken, wormy, punky) dürfen daher nicht als Gewürz in den Handel gebracht werden. Illegalerweise kommen solche Nüsse jedoch gelegentlich in gemahlener Form in den Handel, vor allem in den Produktionsländern.
BWP-Nüsse können jedoch ohne Gefahr für die Verbraucher zu Muskatöl verarbeitet werden. Deshalb ist Muskatöl im Handel vielfach billiger als die äquivalente Menge hochwertiger Muskatnüsse.

### Muskatbutter
Durch Auspressen von Muskatnüssen gewinnt man die sogenannte Muskatbutter. Es handelt sich dabei um ein halbfestes, rotbraun gefärbtes Pflanzenfett mit intensivem Geruch und Geschmack nach Muskatnuss. Es besteht vorwiegend aus Triglyceriden mit Myristinsäure als dominierender Fettsäure, darüber hinaus enthält es etwa 10 bis 15 Prozent ätherisches Öl.

## Produktion

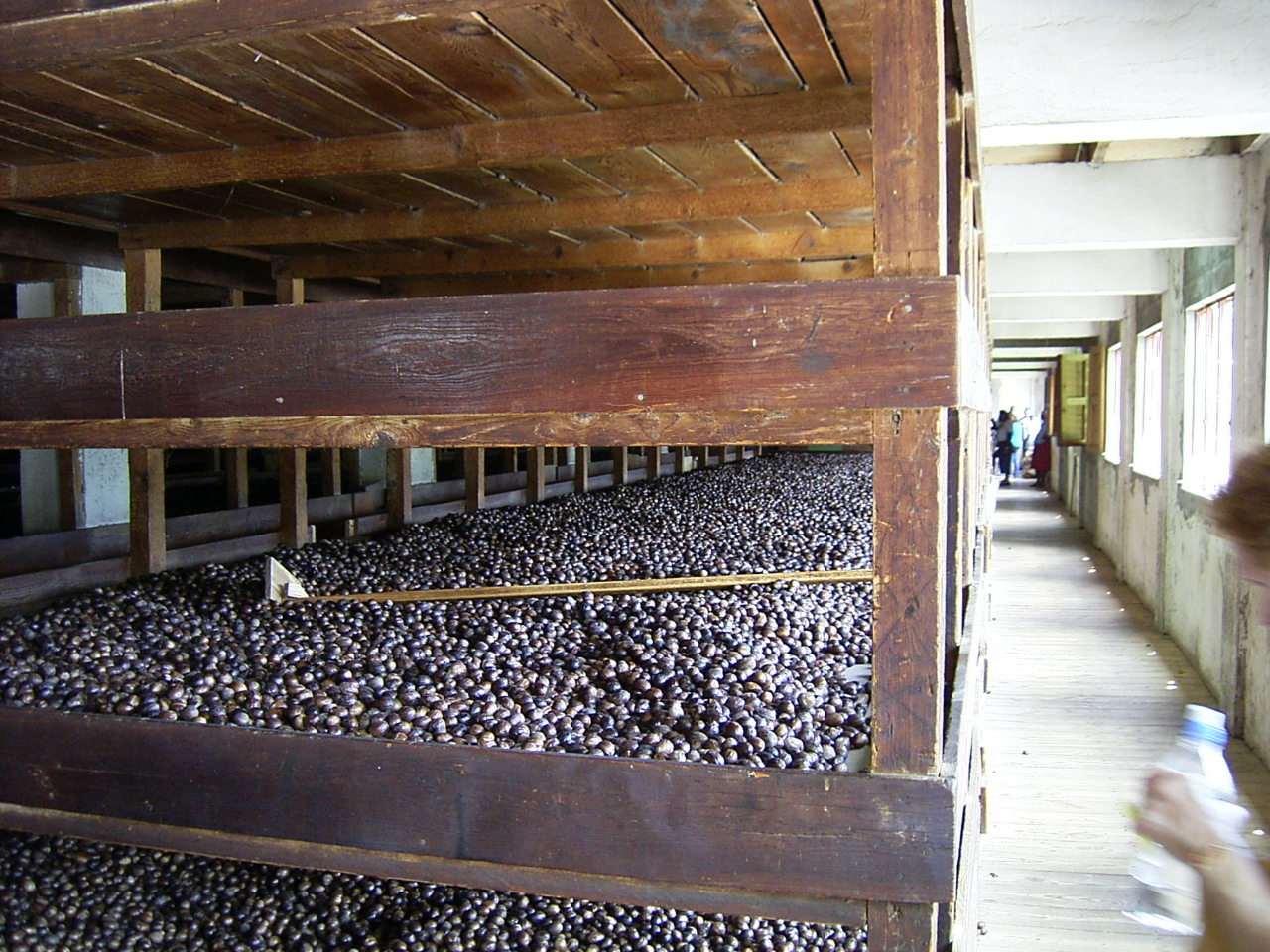
Muskatnussfabrik auf Grenada, Trocknungsgitter

2021 wurden laut der Ernährungs- und Landwirtschaftsorganisation FAO weltweit 146.952 t Muskatnuss, Muskatblüte und Kardamom roh geerntet.
Folgende Tabelle gibt eine Übersicht über die fünf größten Produzenten weltweit, die insgesamt 94,7 % der Erntemenge produzierten.
| Rang | Land       | Menge (in t) |
| ---- | ---------- | ------------ |
| 1    | Indien     | 50.000       |
| 2    | Indonesien | 40.803       |
| 3    | Guatemala  | 35.600       |
| 4    | Nepal      | 8.289        |
| 5    | Sri Lanka  | 4.498        |

Der Handel teilt Muskatnüsse nach ihrer Größe in Qualitätsklassen ein. In Grenada wird die Größe als Zahl der Muskatnüsse pro Pound (454 g) angegeben, während in Indonesien die Klassen A bis E unterschieden werden. Muskatnüsse bester Qualität (60er-Nüsse, Klasse A) wiegen knapp acht Gramm, am anderen Ende des Qualitätsspektrums stehen die 160er-Nüsse (Klasse E), die nur noch knapp drei Gramm wiegen.

## Verwendung der Muskatnuss

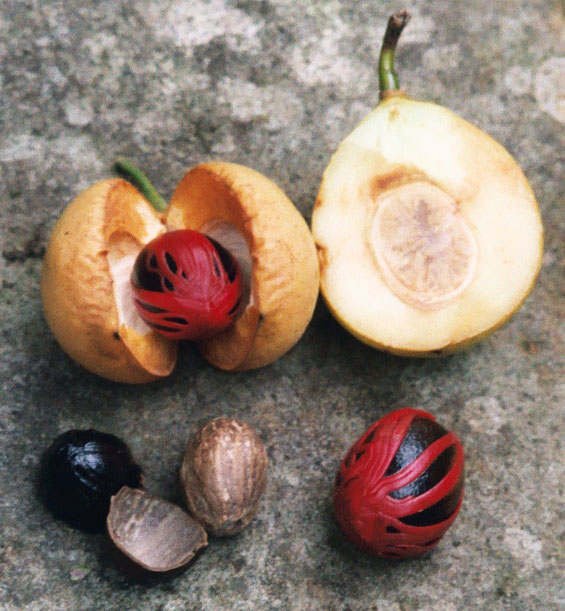
Oben: aufgesprungene reife Frucht und halbierte unreife Frucht
Unten rechts: Muskatnuss in dunkler Schale mit rotem Samenmantel
Unten links: Muskatnuss mit und ohne Schale

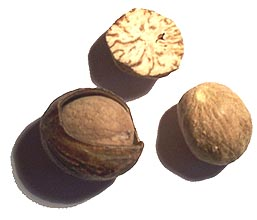
Muskatnuss

Muskatnuss wird hauptsächlich als Gewürz oder Oleoresin, aber auch als Rauschmittel verwendet. In der Volksmedizin gilt sie als Aphrodisiakum und als Hypnotikum.

### Verwendung in der Küche
In der Küche wird normalerweise frisch geriebene Muskatnuss verwendet, da ihr Aroma leicht flüchtig ist. Das Gewürz wird in Kartoffelgerichten, Suppen und Eintöpfen, in Feingebäck und häufig auch in Fleischgerichten wie Frikadellen und Schweinebraten verwendet. Es eignet sich auch als Gewürz für Spinat, Blumenkohl, Rosenkohl, Kohlrabi, Rotkohl, Erbsen und Karotten sowie Pastinaken.
Aus dem gelb-orangen Fruchtfleisch werden Muskatnuss-Gelee und Muskatnuss-Sirup gekocht, die zu Pfannkuchen gegessen oder für Cocktails verwendet werden.
Muskatöl spielt eine wichtige Rolle in der Lebensmittelindustrie. Gegenüber der Verwendung gemahlener Muskatnüsse bietet das Öl verschiedene Vorteile: Es ist wegen der standardisierten Würzkraft besser dosierbar und auch besser haltbar; außerdem birgt es keine Risiken wegen einer möglichen Aflatoxin-Kontamination. Es wird als natürliches Geschmacksmittel in Backwaren, Sirupen, Getränken sowie Süßigkeiten verwendet und ist Bestandteil der oft unter dem Namen Muskatnuss-Würzer im Handel angebotenen Gewürzaromazubereitungen (meist auf Basis von Weizenkleie).

### Verwendung in der traditionellen Heilkunde
Muskatnuss wird traditionell zur Konservierung (Haltbarmachung) von Speisen verwendet, sie besitzt hier antiseptische und desinfizierende Wirkung. In der traditionellen indischen Medizin des Ayurveda wird sie gegen Durchfallerkrankungen eingesetzt. Die Wirkung wurde in pharmakologischen Studien bestätigt. Außerdem wirkt sie als mildes Analgetikum. Die antimikrobielle Wirkung kann für Infektionskrankheiten sowohl bei innerer wie bei äußerlicher Anwendung hilfreich sein. In der indischen Unani-Medizin wird Muskatnuss gegen männliche Potenzstörungen verabreicht.

### Verwendung als Rauschdroge
Die Rauschwirkung der Muskatnuss wurde erstmals 1829 von Jan Evangelista Purkyně beschrieben.
In den üblicherweise als Gewürz genutzten Mengen ruft die Nuss keine erkennbaren Rauschwirkungen hervor; hierfür sind wesentlich höhere Dosen erforderlich. Die Einnahme der Muskatnuss erfolgt in der Regel oral, sehr selten wird sie verbrannt und inhaliert. Aufgrund des in solchen Mengen brechreizerregenden Aromas und der unvorhersehbaren Wirkungen hat sich die Muskatnuss als Droge nicht etablieren können.
Die berauschende Wirkung der Muskatnuss rührt vor allem von dem im ätherischen Öl enthaltenen Myristicin her. Es wurde lange angenommen, dass diese Stoffe im Körper zu Amphetaminderivaten verstoffwechselt werden, die für die Wirkung verantwortlich seien. Nach neueren Untersuchungen, bei denen keine solchen Substanzen im Urin nachgewiesen werden konnten, gilt eine direkte Wirkung als wahrscheinlicher. Anhand der Struktur wird über eine Wirkungsweise als Monoaminooxidase-Hemmer spekuliert. Die Angaben zur Wirkung beruhen vor allem auf anekdotischen Berichten; es wird, ohne klare Datenbasis, über Experimente in der Hippie- und Studentenkultur der 1960er und 1970er Jahre berichtet, außerdem gibt es Fälle einer Nutzung als relativ billige und leicht beschaffbare Ersatzdroge bei Personen ohne Zugang zu potenteren Psychopharmaka. Da neben der erwünschten Wirkung zahlreiche unangenehme Nebenwirkungen wie Übelkeit, Erbrechen, Kopfschmerz und Durchfall auftreten und auch unerwünschte psychische Wirkungen wie Bedrohungs- und Angstzustände nicht selten sind, blieb die Verwendung gering.
Auch in der Muskatblüte (Macis) kommen halluzinogene Stoffe vor.

### Sonstige Anwendungen
Ätherisches Muskatöl wird als Aromastoff in Zahnpasten und als Geschmackskorrigens (Geschmacksverbesserung) in Medikamenten genutzt. In der Parfümerie wird es oft herb-würzigen Männerparfümen zugesetzt.
Muskatnussbutter kann nach Abtrennen des ätherischen Öls als Ersatz für Kakaobutter dienen oder gemeinsam mit anderen Fetten wie beispielsweise Baumwollsamenöl oder Kokosnussöl verwendet werden. Muskatnussbutter wird in Indien aus minderwertigen Samen gewonnen; man stellt daraus Kerzen, Zahnpasten, Seife und Parfüm her.

## Vergiftungserscheinungen
Vergiftungserscheinungen durch Muskatnuss werden selten berichtet. Von den Fallberichten, die an amerikanischen Giftnotruf-Zentralen in Kalifornien und Illinois gesammelt wurden, bezogen sich etwa zwei Drittel bzw. die Hälfte der Fälle auf absichtliche Zufuhr größerer Dosen, um die berichtete psychoaktive Wirkung als Rauschdroge zu testen, weit überwiegend an Patienten im Alter unter 20 Jahren. Da in vielen Fällen parallel andere psychoaktive Substanzen aufgenommen wurden, ist die Symptomzuordnung teilweise unklar. 
Viele ältere Fallgeschichten beruhen zudem auf Fällen von schwangeren Frauen Ende des 19. Jahrhunderts, als Muskatnuss zeitweise als Abtreibungsmittel galt. Berichtet wird von Herzrasen (Tachykardie), Erbrechen, motorischer Unruhe, Halluzinationen und Benommenheit. Insgesamt werden bis heute nur zwei akute Todesfälle angegeben, ein achtjähriger Junge im Jahr 1887 und eine fünfundfünfzigjährige Frau im Jahr 2001; in beiden Fällen waren möglicherweise weitere Substanzen (oder die Behandlung) für den Tod ursächlich. 
Da keine systematischen Untersuchungen vorliegen, lässt sich keine sichere Dosisbeziehung für Vergiftungssymptome angeben. Wirkungen werden ab einer Menge von etwa 1 bis 2 mg Myristicin pro Kilogramm Körpergewicht beschrieben, dies kann bei erwachsenen Menschen bereits mit einer Muskatnuss erreicht werden. Es ist aber unklar, ob nicht andere Bestandteile der Nuss für einige Wirkungen verantwortlich sind. Die Symptome setzen typischerweise ca. 6 Stunden nach der Einnahme ein und sind nach ca. 24 Stunden wieder abgeklungen. In sehr wenigen Fällen wird von chronischen Wirkungen, wie einer Psychose, berichtet.
Ratten, die über zwei Jahre permanent mit dem ätherischen Öl Safrol gefüttert wurden, hatten eine vergrößerte Leber und erkrankten öfter an Lebertumoren als ihre Artgenossen. Diese karzinogene Wirkung hängt wahrscheinlich mit der Alkylierung der DNA zusammen, die durch den Abbau des Safrols hervorgerufen wird. Die letale Dosis von Safrol liegt für Ratten bei 1,95 g/kg.